# Bertha von Savoyen

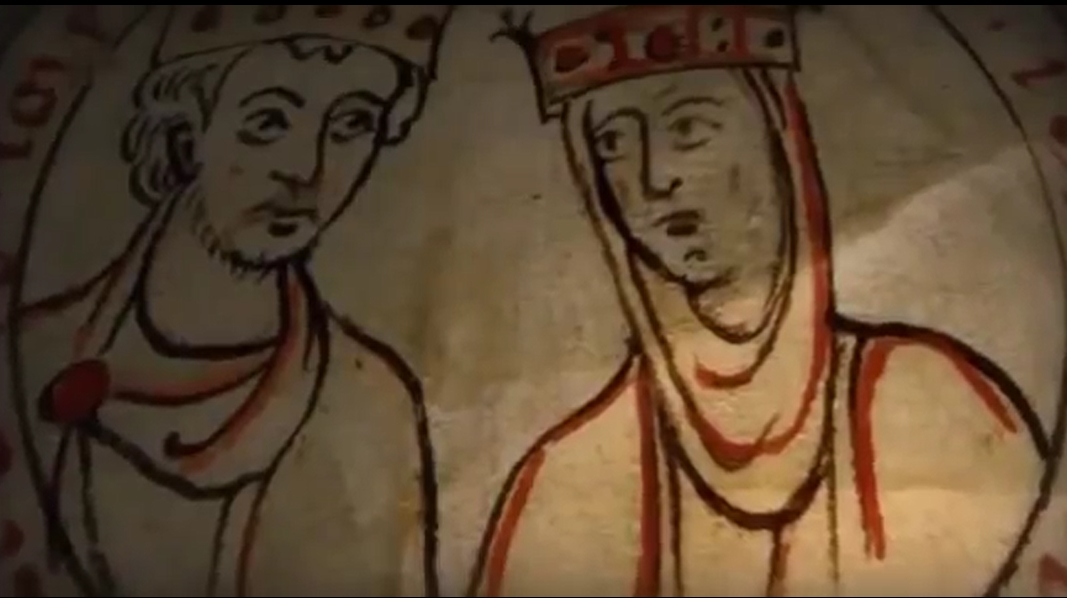
Ausschnitt aus dem Medaillon Heinrichs IV. und Berthas, Goldenes Buch von Prüm (Chartular), Trier, 1101/1150, aufbewahrt in Trier, Stadtbibliothek, Cod. 1709.

Bertha von Savoyen, auch Bertha von Turin oder Bertha von Susa, (* 21. September 1051; † 27. Dezember 1087 in Mainz) war als Gemahlin Heinrichs IV. vom 13. Juli 1066 bis zu ihrem Tod römisch-deutsche Königin (gekrönt Ende Juni 1066 in Würzburg) und vom 31. März 1084 bis zu ihrem Ableben Kaiserin des  Heiligen Römischen Reiches. Ihr Grab befindet sich im Dom zu Speyer.

## Leben

### Kindheit
Bertha war die Tochter des Grafen Otto von Savoyen (Haus Savoyen) und der Adelheid von Turin (Arduine). Bertha wurde bereits als Kind von Heinrich III. nach seinem Italienzug mitgenommen, um sie mit seinem Sohn Heinrich IV. zu verloben. Dies sollte Oberitalien für das salische Kaiserhaus sichern helfen. Im Alter von vier Jahren wurde Bertha mit Heinrich IV. verlobt. Dies geschah am 25. Dezember 1055 in der Königspfalz Zürich. Bertha wurde am salischen Hof großgezogen. Sie erschien auch schon vor der Hochzeit in der Öffentlichkeit an Heinrichs Seite.

### Ehe mit Heinrich IV.
Bertha wurde in Würzburg Ende Juni 1066 zur Königin geweiht und gekrönt. Die Hochzeitsfeierlichkeiten fanden um den 13. Juli 1066 herum in Tribur oder in Ingelheim nach der eigentlichen Vermählung in Würzburg statt.
Der Chronist Bruno, dessen prosächsische Parteischrift Brunonis de bello Saxonico liber ein negatives Bild Heinrichs zeichnen sollte, berichtet von Heinrichs wiederholter Untreue und seinem Unwillen, Bertha als seine Ehefrau zu akzeptieren, die ihm von den Adeligen seines Reichs aufgedrängt worden sei. Heinrich konfrontierte die Teilnehmer der Reichsversammlung in Worms 1069 mit dem Wunsch, die Ehe aufzulösen. Nach dem Chronisten Lampert von Hersfeld lieferte Heinrich folgende Begründung:

„Der König erklärte öffentlich (vor den Fürsten), er stehe sich mit seiner Gemahlin nicht gut; lange habe er die Menschen getäuscht, aber nun wolle er sie nicht länger täuschen. Er könne ihr nicht vorwerfen, was eine Scheidung rechtfertige, aber er sei nicht imstande, die eheliche Gemeinschaft mit ihr zu vollziehen. Er bitte sie daher um Gottes willen, ihn von der Fessel dieser unter schlimmen Vorzeichen geschlossenen Ehe zu lösen und die Trennung freudwillig zu dulden, damit er ihr und sie ihm, den Weg zu einer glücklicheren Ehe eröffne. Und damit niemand den Einwand erheben könne, ihre einmal verletzte Keuschheit sei ein Hindernis für eine zweite Eheschließung, so schwöre er, daß sie so sei, wie er sie empfangen habe, unbefleckt und in unversehrter Jungfräulichkeit bewahrt habe.“

Ein derartiges Scheidungsverlangen wagte das deutsche Episkopat nicht zu entscheiden und rief den Papst Alexander II. an. Der sandte seinen Legaten Petrus Damiani auf die Synode zu Frankfurt und lehnte die Scheidung ab.
Nach der Weigerung des Papstes, dem Wunsch des Königs nachzukommen, scheint sich die Ehe stabilisiert zu haben: In den Jahren darauf kamen Heinrichs und Berthas Kinder zur Welt: Nach Adelheid und Heinrich, die als Kinder starben, folgten Agnes, Konrad und Heinrich. Die Geburt des Thronfolgers Konrad fand unter dramatischen Umständen statt: Die schwangere Bertha hielt sich im Januar 1071 auf der Burg Volkenroda auf, die von den Sachsen belagert wurde. Es wurde ihr erlaubt, die Burg zu verlassen, woraufhin sie ins Kloster Hersfeld reiste, wo sie Konrad zur Welt brachte.

### Politische Aktivität als Königin und Kaiserin

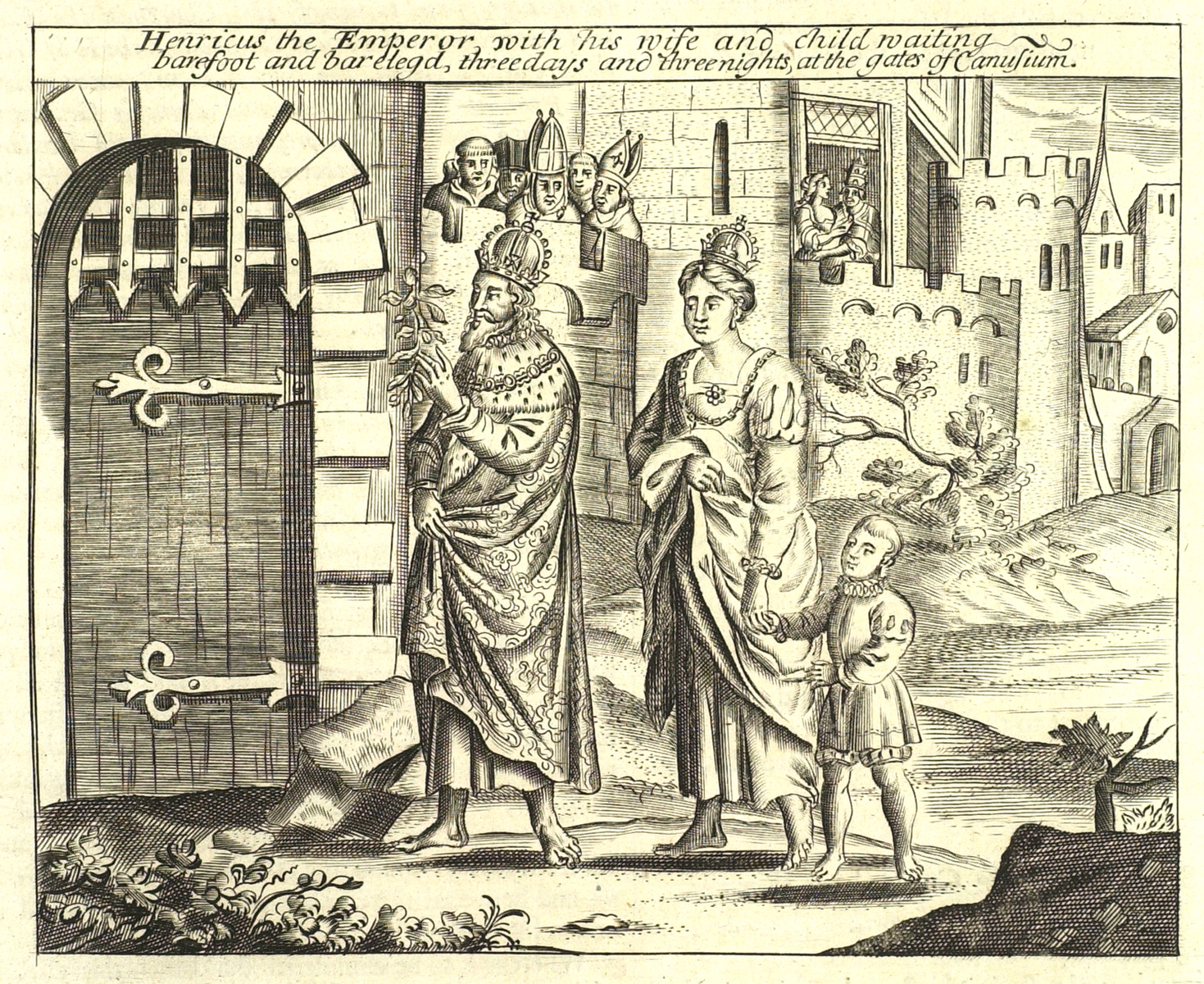
Heinrich und Bertha mit ihrem Sohn Konrad vor der Burg Canossa, nicht-historische, spätere Darstellung (Holzschnitt in John Foxe: Actes and Monuments (London: John Day, 1570), aufbewahrt in Rare Books and Manuscripts Library, The Ohio State University Libraries, BR1600 .F6 1570 c.1 Rare Oversize.)

In Berthas Zeit als Königin ließ Heinrich IV. insgesamt 67 Urkunden auf Intervention oder Fürsprache seiner Frau ausstellen. Dies ist allerdings nur ein Viertel der gesamten Urkunden des Königs, weshalb sie im Vergleich mit den anderen ottonischen und salischen Königinnen eine eher geringe Teilnahme an der Politik ihres Mannes zeigte. Von Berthas Einfluss als Fürsprecherin profitierten häufig Dienstmannen. Das ist ein Hinweis dafür, dass Bertha die Ministerialen-Politik ihres Mannes befürwortet hat und genau wie er auch auf diese vom Herrscher abhängige Gruppe setzte. Außerdem setzte sie sich für einzelne Grafen persönlich ein und brachte Detailinformationen für den rechtlich gültigen Abschluss von Geschäften ein. So setzte sie sich für einen Gütertausch zwischen Heinrich IV. und Markgraf Dedo ein; in der entsprechenden Urkunde wird sie sogar als fideles genannt.
Obwohl Bertha aus Oberitalien stammte, lassen sich aus den Urkunden kaum bevorzugte Aktivitäten Berthas für geistliche Institutionen in Oberitalien feststellen. Ausnahmen bildeten wenige Bistümer wie etwa Treviso und Verona. Auch Begünstigungen für Klöster kamen selten aufgrund von Interventionen Berthas zustande; eine auffällige Ausnahme ist das Kloster St. Blasien.
Bertha begleitete ihren Gemahl gemeinsam mit ihrem dreijährigen Sohn Konrad auch auf seinem sogenannten „Gang nach Canossa“, dem Bitt- und Bußgang Heinrichs von Dezember 1076 bis Januar 1077 zu Papst Gregor VII. zur Burg Canossa, wo dieser sich als Gast der Markgräfin Mathilde von Tuszien aufhielt. Diese Reise musste Heinrich unternehmen, nachdem er im Zuge seiner Auseinandersetzung mit dem Papst (Investiturstreit) exkommuniziert worden war.
In Canossa beteiligten sich Mathilde von Tuszien sowie von Adelheid von Susa, die Markgräfin von Turin und Mutter Berthas, aktiv an den Verhandlungen, die zur Vergebung Heinrichs durch den Papst führten. Von Bertha selbst ist keine Vermittlerrolle bezeugt, allerdings dürfte ihre Anwesenheit dafür gesorgt haben, dass Adelheid Heinrich unterstützte, auf dem Weg nach Canossa begleitete und für seinen und Berthas Schutz sorgte.
Auch während anderer wichtiger Ereignisse im Leben Heinrichs IV. war Bertha anwesend. So begleitete sie ihn auf die Synode von Brixen, auf dem Papst Gregor VII. verurteilt und Erzbischof Wilbert von Ravenna zum Gegenpapst Clemens III. gewählt wurde. Ob Bertha Heinrich anschließend auf seinen Italienfeldzug begleitet hat, ist nicht nachweisbar. Nachdem Heinrich erfolgreich in Rom einzog, wurde er von Papst Clemens zum römisch-deutschen Kaiser gekrönt. Die historischen Quellen sprechen dafür, dass Bertha spätestens im März 1084 ebenfalls in Rom eintraf. Sie wurde am 31. März 1084 von Clemens III. an der Seite von Heinrich zur Kaiserin geweiht.

### Tod und Grablegung
Nach Berthas frühem Tod am 27. Dezember 1087 in Mainz wurde ihr Leichnam zunächst an einem unbekannten Ort verwahrt. 1090 wurden ihre Gebeine nach Speyer überführt. Schon nach einer kurzen Dauer von weniger als einem Jahr verlobte sich Heinrich IV. mit seiner zukünftigen zweiten Ehefrau, Praxedis. Dies scheint der Grund zu sein, dass Heinrich IV. sich erst vier Jahre (1091) nach Berthas Tod damit beschäftigte, ihr ein ehrwürdiges Andenken zu schaffen. So stiftete er zum Seelenheil an die Domkirche zu Speyer, wo Bertha zusammen mit zweien ihrer jung verstorbenen Kinder in die Familiengrablege aufgenommen wurde. Insgesamt fiel das Totengedenken für Bertha eher bescheiden aus, auch als römisch-deutsche Königin und Kaiserin bleibt ihr Bild im Vergleich zu anderen Königinnen vor und nach ihr recht blass.

## Nachkommen
Aus der Ehe mit Heinrich gingen fünf Kinder hervor:
- Adelheid (1070–4. Juni vor 1079)
- Heinrich (1071–2. August 1071)
- Agnes von Waiblingen (1072/73–24. September 1143), Herzogin von Schwaben durch ihre erste Ehe mit Herzog Friedrich I. von Schwaben von 1089 bis 1105 und Markgräfin von Österreich durch ihre zweite Ehe mit Markgraf Leopold III. „dem Heiligen“ von Österreich von 1106 bis 1136
- Konrad (III.) (12. Februar 1074–27. Juli 1101), später römisch-deutscher und König von Italien
- Heinrich V. (8. Januar 1086–23. Mai 1125), später römisch-deutscher König und Kaiser des Heiligen Römischen Reiches

Ihre Tochter Agnes von Waiblingen sollte die Stammmutter der Staufer werden.